# Scarus quoyi
Scarus quoyi là một loài cá biển thuộc chi Scarus trong họ Cá mó. Loài này được mô tả lần đầu tiên vào năm 1840.

## Từ nguyên
Từ định danh của loài được đặt theo tên của Jean René Constant Quoy, bác sĩ phẫu thuật kiêm nhà tự nhiên học người Pháp, người cùng với Joseph Paul Gaimard đã cung cấp các ghi chép thực địa, tranh vẽ và mẫu vật cùng bản mô tả.

## Phạm vi phân bố và môi trường sống
Ở Ấn Độ Dương, S. quoyi được biết đến tại Maldives, Sri Lanka và bờ đông Ấn Độ cùng quần đảo Cocos (Keeling) (Úc). Từ biển Andaman, S. quoyi được ghi nhận ở hầu hết vùng biển các nước Đông Nam Á và Papua New Guinea; ngược lên phía bắc đến quần đảo Ryukyu (Nhật Bản); mở rộng về phía đông đến Palau, Yap (Liên bang Micronesia), quần đảo Solomon và Vanuatu; phía nam giới hạn đến Nouvelle-Calédonie và các rạn san hô vòng trên biển San Hô.
Môi trường sống của S. quoyi là các rạn san hô viền bờ ở độ sâu đến ít nhất là 18 m.

## Mô tả
S. quoyi có chiều dài cơ thể tối đa được biết đến là 40 cm. Cá đực có thân màu xanh lục lam, hơi tím. Vảy có các vạch màu hồng. Đầu có vùng màu xanh ở hai bên má, băng qua mõm và kéo dài xuống dưới mắt; mắt có các vệt xanh băng ngang. Có thể có một vùng màu hồng ở ngực, và một vùng màu xanh thường thấy ở gốc vây đuôi. S. quoyi cái thường khó phân biệt với những loài Scarus khác có cùng khu phân bố.
Số gai vây lưng: 9; Số tia vây ở vây lưng: 10; Số gai vây hậu môn: 3; Số tia vây ở vây hậu môn: 9; Số tia vây ở vây ngực: 14.

## Sinh thái học
Thức ăn của S. quoyi chủ yếu là tảo. S. quoyi có thể sống đơn độc hoặc hợp thành từng nhóm nhỏ, tuy nhiên vẫn có thể lẫn vào đàn của những loài cá khác trên các rạn san hô.
S. quoyi được đánh bắt để làm thực phẩm.